# Ormocarpopsis itremoensis
Ormocarpopsis itremoensis är en ärtväxtart som beskrevs av Du Puy och Jean-Noël Labat. Ormocarpopsis itremoensis ingår i släktet Ormocarpopsis och familjen ärtväxter. IUCN kategoriserar arten globalt som akut hotad. Inga underarter finns listade i Catalogue of Life.